# سلمة بن أسلم بن حريس
سلمة بن أسلم بن حريش بن عدي بن مَجْدَعَةَ بن حارثة بن الحارث بن الخزرج بن عمرو بن مالك بن الأوس أبو سعيد الأنصاري (المتوفي سنة 14 هـ) صحابي من بني حارثة بن الحارث من الأوس، كان حليفًا لبني عبد الأشهل، شهد مع النبي محمد المشاهد كلها. وبعد وفاة النبي محمد، شارك في الفتح الإسلامي للعراق، وقُتل يوم الجسر، وعمره 63 سنة، وقيل 38 سنة.